# Polygonia progne
Polygonia progne is een vlinder uit de familie Nymphalidae, de vossen, parelmoervlinders en weerschijnvlinders. De spanwijdte bedraagt 37 tot 50 millimeter. De soort komt voor in Noord-Amerika. De soort vliegt van eind maart tot en met oktober in twee generaties. De imago overwintert en paart in het voorjaar. De imago voedt zich met name met sappen, rottend fruit en dierlijke resten, en komt soms ook op bloemen.

## Waardplanten
De waardplanten van Polygonia progne zijn van het geslacht Ribes.